# Žarko Kujundžiski
Žarko Kujundžiski (în macedoneană: Жарко Кујунџиски, n. 19 mai 1980 la Skopje, Macedonia), este un romancier și dramaturg macedonean.